# Albrecht Anton Meldau
Albrecht Anton Meldau (auch: Otto Meldau und Otto Albrecht Anton Meldau sowie Albrecht Anton Meldaw; * vor 1637; begraben 10. November 1654 in Hannover) war ein deutscher Offizier und Herzoglich Braunschweig-Lüneburgischer Bauverwalter. Er war der erste Baumeister des Leineschlosses.

## Leben
In der ersten Hälfte des 17. Jahrhunderts durchlief Albrecht Anton Meldau – wie auch andere große Baukünstler seiner Zeit – zunächst eine Ausbildung bei der Artilleriewaffe. Später diente er beim Militär als Stückhauptmann. Es hieß, er käme aus Hildesheim.
Nachdem mitten im Dreißigjährigen Krieg der General und hannoversche Landesherr Herzog Georg von Calenberg, genannt Georg Eisenhand, Anfang 1636 durch einseitiges Willensdekret die Stadt Hannover zu seiner neuen Residenz erklärt hatte, bestimmte er das Gebäude des früheren Minoritenklosters am Leineufer zum Standort für das zu errichtende „Leineschloss“.
Schon am 19. Mai des Folgejahres 1637 ließ Meldau als Bauverwalter das Barfüßer-Kloster demolieren, wofür noch am Abend desselben Tages 27 arme Leute aus den beiden Hospitälern vor Ort vertrieben wurden. Anschließend begann Meldau nach Plänen des Architekten Kurt Harm mit dem bis 1642 andauernden Bau des Schlosses. Zur Ausführung kam seinerzeit ein dreigeschossiger Fachwerkbau, in den auch die alte Klosterkirche als neue Schlosskirche einbezogen wurde.
Da der Herzog von Calenberg mit großem Gefolge nach Hannover übergesiedelt war, wurde für den begleitenden Hofstaat die Calenberger Neustadt angelegt – und noch während des Krieges in die Stadtbefestigung Hannovers einbezogen –, um dort die Behörden anzusiedeln und Wohnsitze für die Bediensteten und Soldaten des Landesherrn zu ermöglichen. Im Anfangsstadium des Ausbaus dieser Calenberger Neustadt war Meldau ebenfalls als Bauverwalter zuständig.
Noch während des Krieges errichtete Meldau gemeinsam mit dem Bauschreiber in den Jahren 1642 bis 1648 auf dem bereits 1638 von Georg Eisenhand erworbenen Gelände außerhalb Hannovers an der Landstraße nach Stöcken im Auftrag von Georgs Nachfolger Christian Ludwig einen Wirtschaftshof, in den die dortige kleine Meierei einbezogen wurde – Vorläufer von Schloss Herrenhausen und dem Großen Garten.
Nach Kriegsende ließ der Landesherr 1649 den Ballhof im Inneren eines Baublocks in der Altstadt Hannovers errichten; als Baumeister wird Albrecht Anton Meldau vermutet.
Meldau besaß einen Vollmeierhof in Döhren.
Nachfolger Meldaus als Baumeister wurde unter Herzog Georg Wilhelm 1652 der Italiener Lorenzo Bedogni. Nachfolgender Bauverwalter wurde der zuvor als Bauschreiber am hannoverschen Hof tätige Brand Westermann.

## Weitere Werke
- zwischen 1640 und 1656: Abriss der Burg in Nienover und Bau von Schloss Nienover[14]

## Meldaustraße
Die 1925 im hannoverschen Stadtteil Herrenhausen angelegte und nach dem ersten Baumeister des Leineschlosses benannte Meldaustraße verbindet die Haltenhoffstraße mit der Herrenhäuser Straße.

## Archivalien
Archivalien von und über Albrecht Anton Meldau finden sich beispielsweise
- in einer Akte unter dem Titel „Sache Heiliger, März bis April 1663“ im Niedersächsischen Landesarchiv (Standort Hannover), Archivsignatur NSA, Hann. 76a, XXII, Nr. 18, Bd. 1[10]